# Aceraius himalayensis
Aceraius himalayensis es una especie de coleóptero de la familia Passalidae.

## Distribución geográfica
Habita en Sikkim  y Assam (India).